# VVV-Venlo
VVV-Venlo je nizozemski nogometni klub iz Venla. Trenutačno se natječe u Eerste Divisieu, drugom rangu nizozemskog nogometa.
Osnovan je 7. veljače 1903. godine, a svoje domaće utakmice igra na stadionu De Koel koji može primiti do 8000 gledatelja. Klub u domaćom utakmicama nastupa u žuto-crnoj kombinaciji dresa, pri čemu je žuta osnovna boja kluba.

## Vanjske poveznice
- Službene stranice  Arhivirana inačica izvorne stranice od 20. rujna 2017. (Wayback Machine)